# 瞿礼嘉
瞿礼嘉，北京大学生命科学学院长江教授、北京大学蛋白质工程及植物基因工程国家重点实验室副主任。入选中华人民共和国教育部2007年度"长江学者"特聘教授，曾就读于北京大学。